# 11155 Kinpu
11155 Kinpu (1997 YW13) là một tiểu hành tinh vành đai chính được phát hiện ngày 31 tháng 12 năm 1997 bởi T. Kobayashi ở Oizumi.